# الأم بنغال

خريطة بنغال.

الأم بنغال ((بالبنغالية: বাংলা মা)‏، بنغالا ما)) تجسيد وطني أنثى للبنغال، تم إنشاؤه أثناء النهضة البنغالية، واعتمد في وقت لاحق من قبل الوطنيون البنغاليون. وأصبحت في الشعر والأدب والأغنية الوطنية البنغلاديشية رمزاً لبنغلاديش، وتعتبر تجسيداً للجمهورية. ولاتمثل الأم بنغال الأمومة البيولوجية فحسب، ولكن من الخصائص المنسوبة إليها أيضاً - الحماية، الحب اللامتناهي، العزاء، والرعاية، وبداية ونهاية الحياة. وفي بنغلاديش الذهبية، النشيد الوطني في بنغلاديش، استخدم روبندرونات طاغور كلمة «ما» (الأم) مرات عديدة للإشارة إلى الوطن الأم أي البنغال. ورغم شعبيتها في الأغاني والقصائد الوطنية إلا أن تمثيلها المادي نادر.